# 교회

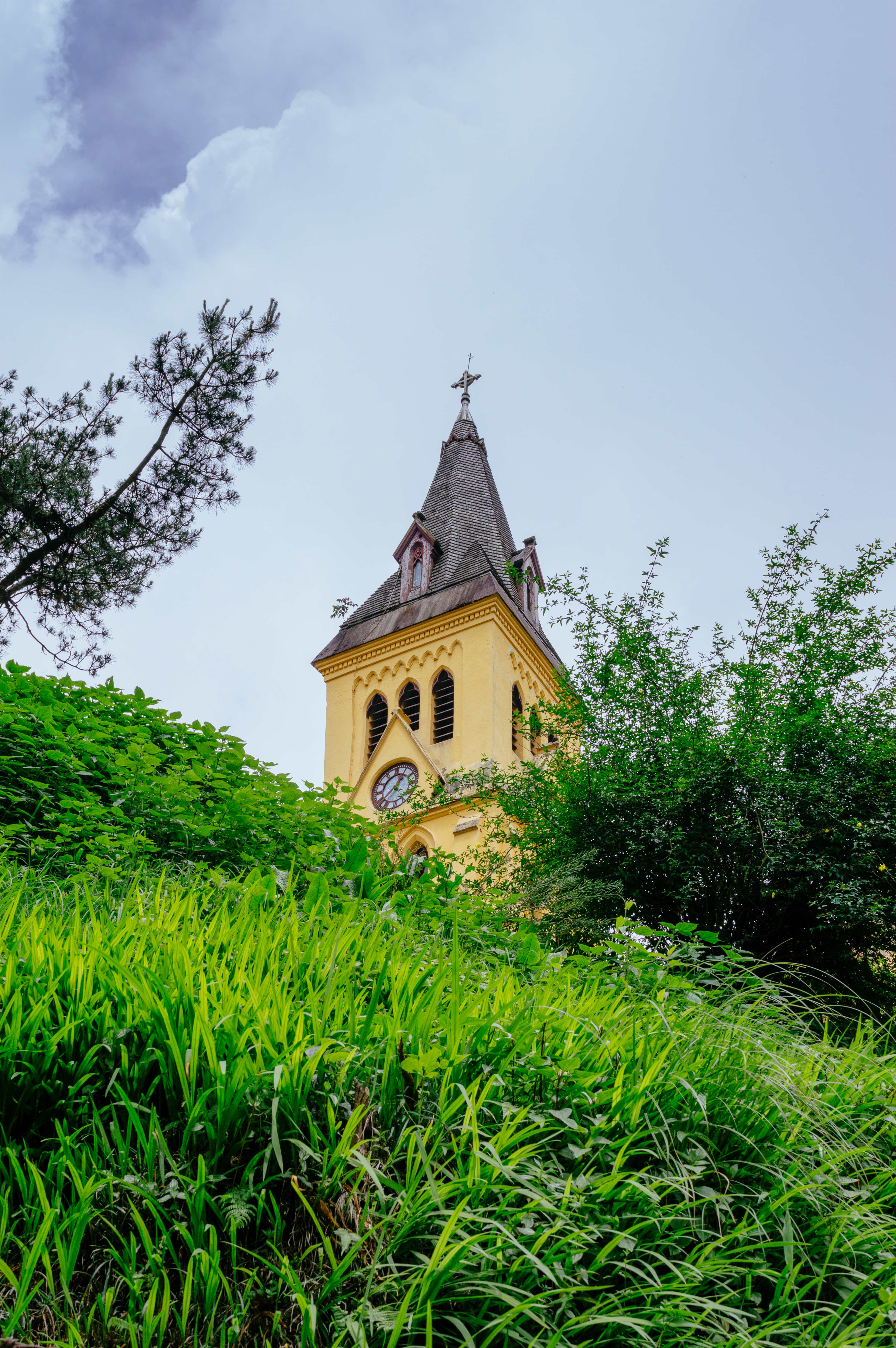
1843년 지어진 뒤 1873년 재건조된 다르질링의 성앤드루교회.

교회(敎會, 영어: Christian Church)는 예수 그리스도를 믿는 기독교인들의 신앙 공동체이다. 참된 교회의 표지는 말씀의 참된 전파, 말씀 교육, 성례전의 올바른 시행, 참된 공동체의 교제, 권징의 신실한 실행이 있어야 한다.
제도적 형태를 갖는 유형교회와, 집합인 보편적 혹은 우주적 교회인 무형교회로 구분되기도 하며, 개신교 중 성공회에서는 이러한 교회가 사도전승을 보존하고 있다고 본다. 이는 '하나의 참된 교회'를 주장하는 로마 가톨릭, 동방정교회, 오리엔트 정교회, 아시리아 동방교회, 동방 고대교회의 교회론과는 차이가 있다. 381년의 니케아 신경에서는 교회의 네 가지 속성을 '하나됨', '거룩', '보편성', '사도유래'로 정의하였다.

## 어원
신약성경에서 교회를 뜻하는 에클레시아(ἐκκλησία)는 보편적인 모든 신자를 의미뿐만 아니라 지역 공동체에도 사용했었다. 또한 이 말은 총회나 종교적인 회중을 의미한다. 마태오의 복음서, 사도행전, 바울로 서신, 히브리인들에게 보낸 편지, 야고보의 편지, 요한의 세째 편지, 요한의 묵시록에서 이 단어가 여러 차례 등장하여 총 114회 나타난다. 여기에는 지역교회 뿐 아니라 모든 성도를 가리키는 대명사로 사용된 용례가 모두 존재한다.

## 교파별 시각

### 로마 가톨릭교회
로마 가톨릭교회에서는, 교회의 네 가지 속성 즉 ‘하나이고 보편되며 거룩하고 사도로부터 이어오는 하나된 공동체’를 정통된 교회로 본다. 즉, 하나의 권위 아래에서 하나의 신념과 교리, 그리고 교회 전통을 지니고 있는 공동체로 보고 있는 것이다.
이 교회는 하나의 사도좌를 가지고 있고, 그 아래에 주교와 사제들이 교회를 유지시키기 위해 임명된다. 모든 교회의 결정은 교황을 비롯한 추기경, 주교단의 신중한 검토를 통해 결정되며, 교황은 신앙과 윤리에 관한 부분에 있어서는 무류권을 가지고 결정할 수 있으며 교도권을 통해 선포된다. 한 개인이나 단체가 교회의 결정을 지키지 않을 경우에는 교도권을 통해 이를 중단시킬 수 있고, 이를 따르지 않을 때에는 이들을 이단으로 정죄하거나 파문할 수 있다.

### 개신교
개신교에서는 교회를 "교회"(敎會, Ecclesia)의 원어의 의미와 일반적인 의미와 같이 '예수 그리스도를 주(主)로 고백하고 따르는 성도들의 공동체'라고 본다. 통상 교회당을 줄여서 교회라고 하기도 하지만 부르기 편해서 그럴게 말할 뿐, 엄격히 말해 교회는 공동체로서 사람을 가리키고 교회당은 건물로서 전혀 다른 개념이다. 따라서 여기에는 광범위한 교인들이 포함되어 있을 수 있으며, 이 개념에서 전도사나 목사, 기타 사제 등의 권위는 그리스도의 몸을 세우고, 유지시키기 위해 필요한 것이지만 베드로 사도가 비두니아 등에 있는 성도들에게 "너희는 택하신 족속이요 왕같은 제사장이요 거룩한 나라요 그의 소유가 된 백성" (벧전 3:9상반절)이라고 말한 것과 같이 신약시대에는 사도성이 사도적 신앙을 고백하는 온 교회에 이어지며 모든 성도가 왕같은 제사장이고 '만인제사장설'에 의하여 근본적으로 평등하다고 본다. 다만 그 안에서 설교자, 인도자와 같은 역할의 분담이 있는 것이다.
당연히 하나이며, 거룩하며, 보편적이고, 사도적인 교회를 말하며 사도시대 이후에는도 이어진다고 본다. 이는 "몸이 하나이요 성령이 하나이니 이와 같이 너희가 부르심의 한 소망 안에서 부르심을 입었느니라 주도 하나이요 믿음도 하나이요 세례도 하나이요 하나님도 하나이시니 곧 만유의 아버지시라 만유 위에 계시고 만유를 통일하시고 만유 가운데 계시도다"라는 말씀을 반영하는 것이다.

#### 개혁주의의 입장
개혁주의 신학자들은 성경에서 ‘교회’라는 단어가 구원 받은 하나님의 백성들을 하나의 유기적 연합체로 지칭할 때 쓰였다고 본다. 그래서 교회의 역사는 인류의 역사와 함께했다고 본다. 논의의 편의를 위해 다음과 같이 분류한다.
- 영역에 따른 분류
  - 무형교회: 시공간을 초월하여 구원 받은 모든 신도들로 구성되어 있는 전 우주적인 그리스도의 교회를 의미한다. 이들은 예수 그리스도와 유기적 연합을 이루고 있으며, 이 점을 강조할 때는 예수 그리스도의 몸이라고도 표현한다. 보이지 않는 교회[출처 필요], 보편교회(catholic church), 본질적교회 등으로 표현하기도 한다.
  - 유형교회: 보이지 않는 교회가 시공간 속에서 취하는 구체적이고 사회적인 형태를 가리키는 말이다. 그러므로 보이는 교회에는 구원받지 못한 사람들도 들어와 있을 수 있다. 지역교회, 보이는교회 등으로 표현하기도 한다.

- 시기에 따른 분류
  - 구약 교회: 예수 그리스도가 오기 전에 이스라엘 민족 국가 형태로 존재하던 하나님의 백성을 일컫는 말이다. 오실 메시아를 기다리던 교회다.
  - 신약 교회: 예수 그리스도를 메시아로 고백하는 교회다. 더 이상 민족 국가적 형태를 갖지 않는다.

- 상태에 따른 분류
  - 전투의 교회(Church Militant): 예수 그리스도의 재림 때까지 하나님 나라를 반대하는 세력과 전투해 나가는 교회의 모습을 가리킨다. 이때 전투란 물리적 전투가 아닌 영적(또는 정신적) 전투를 의미한다 (신약성경 에베소서 6장 12절 참조).
  - 승리의 교회(Church Triumphant): 예수 그리스도의 재림과 더불어 완전한 승리를 거둘 교회의 모습을 가리킨다.

### 성공회
성공회의 교회론은 눈에 보이는 가시적 교회와 그렇지 않은 불가시적 교회의 균형을 이루어야 한다는 것으로, 교회는 눈에 보이는 예배당이라는 뜻도 있지만, 성령이 이끄시는 공동체라고도 본다. 성공회 교리해설서에서는 사도신조에 근거하여, 교회를 성령의 공동체, 성령께서 교인들을 거룩하게 하시며, 하느님의 과업을 성취하게 하시는 공동체, 모든 사람들에게 온전한 신앙을 선포하는 보편적 교회(Catholic Church, 공교회), 사도들의 가르침과 친교를 전승한 사도로부터 이어져 온 교회로 설명한다.
성서의 교회론
성공회에서는 성서에서 예수 그리스도를 교회의 머리로, 모든 세례받은 신자는 그 지체를 이루는 그리스도의 몸으로 해석하며, 교회를 하나님의 백성, 새 이스라엘, 왕다운 사제직, 거룩한 민족, 진리의 기둥으로 명시하고 있다는 교리를 갖고 있다.
신경(신앙고백)에서의 교회론
성공회에서는 교회를 니케아신조와 사도신조에 근거, 교회를 '하나이요, 사도로부터 이어져오는 거룩한 보편적 교회(Catholic Church,公敎會)'로 해석한다.성공회(聖公會)라는 교회이름도 사도신경의 '거룩한 보편적 교회와 모든 성도의 상통(Communion)을 믿습니다.'라는 신앙고백에서 나왔다.
교회의 의무
성공회에서는 교회의 사명을 모든 사람과 하느님과의 일치, 그리스도안에서의 일치를 기도, 전례, 복음전도, 하느님의 정의·평화·사랑의 실천을 통해 이루는 것으로 본다. 그리고 이러한 사명은 성직자와 평신도의 사목을 통해 이룰 수 있다고 본다.
성공회의 교회정치는 의회민주주의에 근거, 교구 의회에서 선출된 주교가 관구장이나 교구장의 자격으로 교회를 감독하는 주교제(episcopal)를 취한다. 그래서 성공회를 영어로 Episcopal Church,Episcopal이라고 한다.

## 판례

### 교회분열시 재산의 귀속
판례는 교회분열을 인정하지 않으면서 일부교인들이 교회를 탈퇴하는 경우, 탈퇴가 개별적인 것이든 집단적이든 종전 교회 재산의 관리 처분에 관한 의결에 참가할 수 있는 지위나 그 재산에 대한 사용 수익권을 상실한다. 그러므로 종전교회는 잔존교인들을 구성원으로 하여 동일성을 유지하면서 존속하며, 종전교회의 재산은 잔존교인들의 총유로 귀속됨이 원칙이라고 하여 과거의 판례를 전원합의체판결로 변경하였다

## 같이 보기
- 교회론
- 기독교의 교파
- 지하교회
- 교회 일치 운동
- 교회 건축
- 고교회파, 저교회파
- 하느님의 나라
- 교황 목록
- 선교학
- 만인 제사장
- 성경 복귀 운동